# Musée Rolin
Le musée Rolin est un musée français de la ville d'Autun en Bourgogne, créé en 1878 à l'initiative de la Société éduenne des lettres, sciences et arts. Il est situé à l'emplacement de l'ancien hôtel du chancelier Nicolas Rolin et de la maison Lacomme. Ses collections s'étendent de l'archéologie gallo-romaine à la peinture du XXe siècle et sont réparties dans une vingtaine de salles. Il est classé musée de France et demeure le siège social de la Société éduenne.

## Origines du musée
Voué à la destruction, l'Hôtel Rolin est sauvé de justesse par la Société éduenne des lettres, sciences et arts et son président Jacques-Gabriel Bulliot. À son initiative les bâtiments de la cour nord, liés aux vestiges de la porte des Bancs, sont classés Monument historique en 1877, acquis en janvier 1878 et restaurés. Le 3 septembre 1880, la Société éduenne y installe son siège social, sa bibliothèque et son musée.
En 1955, cette même Société fait don de ses immeubles et de ses collections à la ville d'Autun. Cette dernière en retour lui garantit la jouissance perpétuelle de la Bibliothèque et de ses fonds et s'engage à créer un poste de conservateur pour le musée. La maison Lacomme au sud sur la place Saint-Louis, est achetée pour réunir dans ce même lieu les collections de l'Hôtel de ville.

## Les collections
Les collections du musée sont réparties dans quatre départements : archéologie, art médiéval, histoire régionale et beaux-arts (XVIIe au XXe siècle). En outre, un espace est consacré à la donation André et Monique Frénaud qui comprend quatre-vingt-quatorze œuvres d'artistes contemporains.

### Archéologie, période gallo-romaine

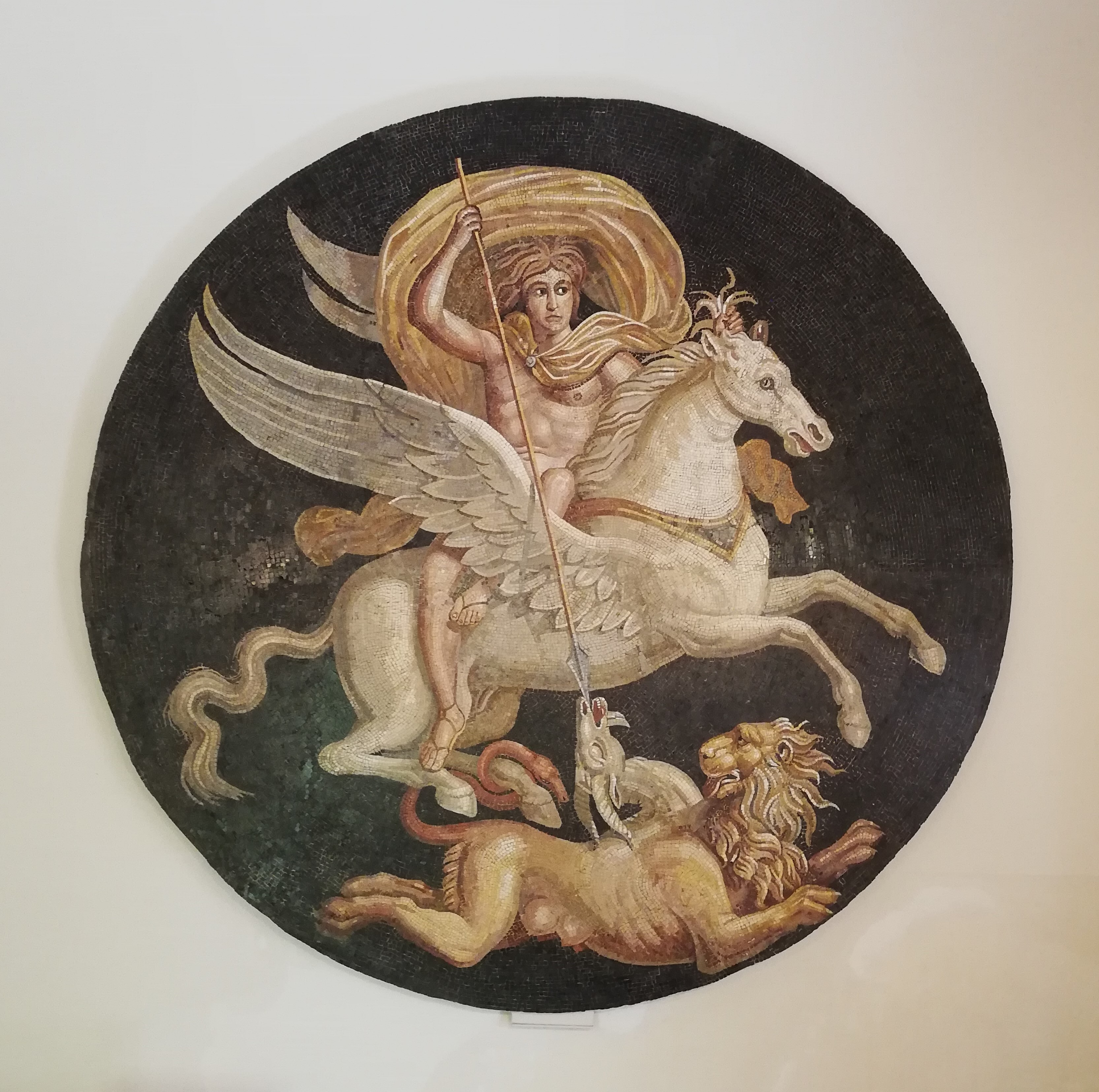
Mosaïque de Bellérophon, IIe siècle apr. J.-C.

Le département d'archéologie présente des vestiges et œuvres de l'antiquité romaine. Un grand nombre de figurines, de petits bronzes et de statuettes sont exposés, notamment un Groupe de deux gladiateurs en ronde-bosse. On y trouve aussi des parures (bijoux, fibules, épingles…), des outils (Ier au IVe siècle), des jarres et des poteries. La plupart de ces œuvres et objets usuels témoignent de la période gallo-romaine de la ville d'Autun, fondée au Ier siècle par l'empereur Auguste.

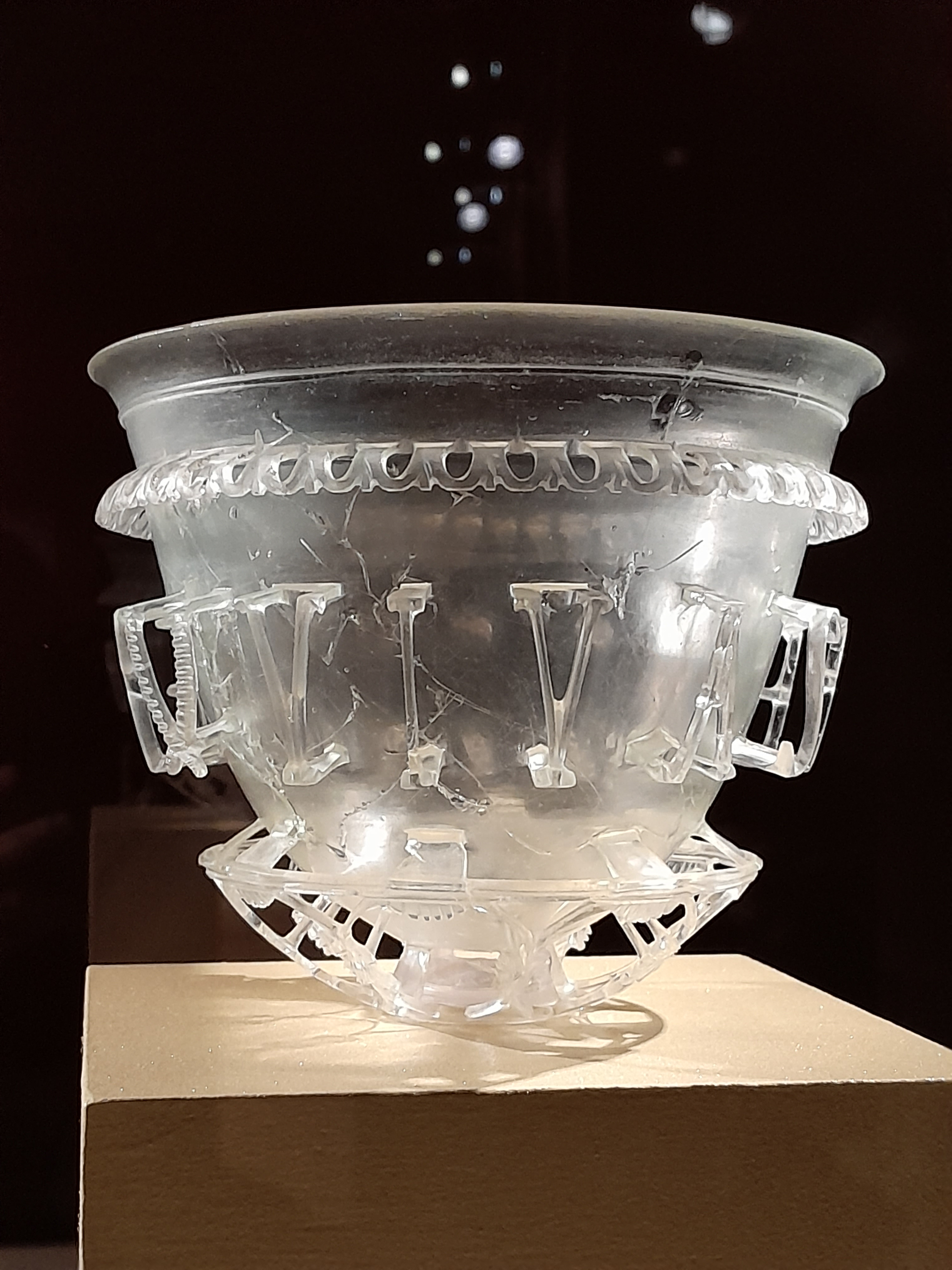
Coupe d'Autun, verre diatrète romain du IVe siècle apr. J.-C.

Le musée conserve la coupe d'Autun, dont la découverte lors d'une fouille préventive d'une nécropole de 230 sépultures de l'ancienne Augustodunum romaine a été annoncée le 13 novembre 2020. Ce rare vase diatrète, le seul trouvé en France, parmi différents artefacts de valeur dans la sépulture d'un probable aristocrate éduen, est fragmenté, mais entier. Il mesure 12,6 cm de haut pour un diamètre de 15 cm, et est orné de motifs décoratifs sculptés, rehaussés de lettres en relief formant les mots VIVAS FELICITER (« Vis en félicité » en latin). Des analyses d'imprégnation ont montré que ce vase contenait des huiles, plantes, fleurs, ainsi que de l'ambre gris, ce qui constitue la plus ancienne preuve archéologique de l'utilisation de cette précieuse substance aromatique.
Une salle est dédiée aux stèles funéraires ornées de bas-reliefs à l'effigie des défunts. Des mosaïques telles que la mosaïque de Bellérophon complètent la collection. À noter aussi un très beau casque de parade en bronze martelé.

### Art médiéval

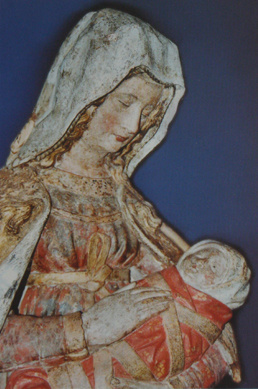
Détail de la Vierge d'Autun (XVe siècle), calcaire polychrome.

Le fonds médiéval présente un ensemble de statues romanes et de peintures de maîtres célèbres.
- Parmi la statuaire, on peut voir La Tentation d'Ève (XIIe siècle), attribuée à Gislebert[11],[12]. Ce haut-relief figurait sur le linteau d'un portail latéral de la cathédrale Saint-Lazare d'Autun. Le Tombeau de saint Lazare (vers 1170), œuvre monumentale signée du moine Martin[13], est en partie reconstitué à l'aide des statues préservées : Saint André, Marthe et Marie-Madeleine. Ce reliquaire de six mètres de haut, en forme d'église miniature, se trouvait derrière le chœur de la cathédrale d'Autun et fut détruit en 1766[14],[15]. Par ailleurs, sont aussi présentées des sculptures réalisées par des artistes bourguignons du XVe siècle et représentant, entre autres, Sainte Marguerite, Saint Michel, Sainte Catherine et Sainte Barbe. Enfin, la Vierge d'Autun, en calcaire polychrome, est un des chefs-d'œuvre du musée.
- Parmi la peinture, l'œuvre la plus réputée est la Nativité avec le portrait du cardinal Jean Rolin (1480), du Maître de Moulins. Parmi les autres tableaux, on relève La Cène (XVIe siècle), de Pieter Coecke van Aelst, L'Adoration des mages, triptyque du XVIe siècle, du Maître de l'Adoration d'Utrecht et le Triptyque de l'eucharistie (1515).

### Histoire régionale
Le département d'histoire régionale expose des documents (cartes, gravures…) du XVe au XIXe siècle sur la ville d'Autun et ses environs.

### Beaux-arts duXVIIeauXXesiècle
La section beaux-arts réunit des tableaux de peintres du XVIIe au XXe siècle (David Teniers le Jeune, Charles-Joseph Natoire, Eugène Devéria, André Suréda, Jules-César-Denis van Loo, Édouard Cibot, Édouard Auguste Nousveaux, Émile Brunet...). Horace Vernet est notamment représenté par La Prise de la tour Malakoff, une commande de la commune d'Autun pour honorer le maréchal de Mac Mahon, natif des environs.
Le musée conserve un fonds de soixante peintures, dessins et estampes de Maurice Denis, et dix huiles sur toile du peintre autunois Albert Montmerot.

### La donation André et Monique Frénaud
La donation André et Monique Frénaud comprend quatre-vingt-quatorze œuvres d'artistes contemporains dont Maurice Estève, Vieira da Silvia, Fernand Léger, Joan Miró, Jean Dubuffet, Raoul Ubac, Geneviève Asse, Jean Bazaine ou Jean Fautrier.
Parmi les œuvres marquantes, on note L'Homme à la pochette (1945) de Jean Dubuffet, l'Hommage à Jean Fouquet (1952) de Maurice Estève, Corps étendu (1949) et Nature morte jaune (1950) de Raoul Ubac, L'Oiseleur de Jacques Villon (1931), la sculpture Oiseau et Oiseaux (1950) d'André Beaudin.

## Quelques œuvres

### Peinture
- Nativité avec le portrait du cardinal Jean Rolin, vers 1480, du Maître de Moulins
- L'Adoration des mages, triptyque du XVIe siècle, du Maître de l'Adoration d'Utrecht
- Le Triptyque de l'Eucharistie, 1515
- L'Annonciation, 1607-1677, attribuée à Mathieu Le Nain
- Anne de Boleyn à la Tour de Londres, dans les premiers moments de son arrestation, 1835, d'Édouard Cibot
- La Vallée de Chevreuse, 1849, de Giuseppe Palizzi[17]
- La Prise de la tour Malakoff, 1858, d'Horace Vernet
- Un coin de Saint-Germain-en-Laye (1898), de Maurice Denis[18]

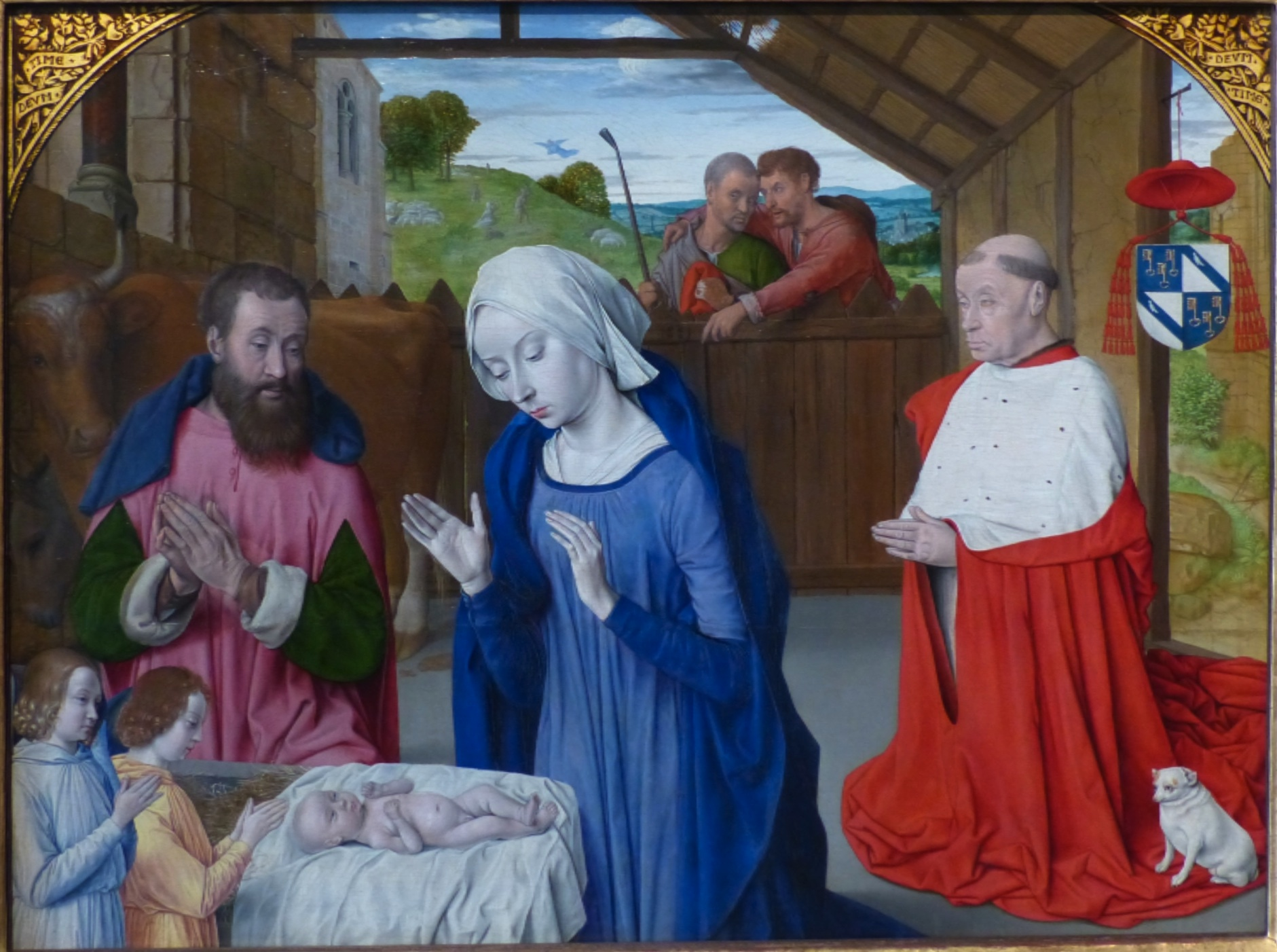
Le Maître de Moulins, Nativité avec le portrait du cardinal Jean Rolin (vers 1480).
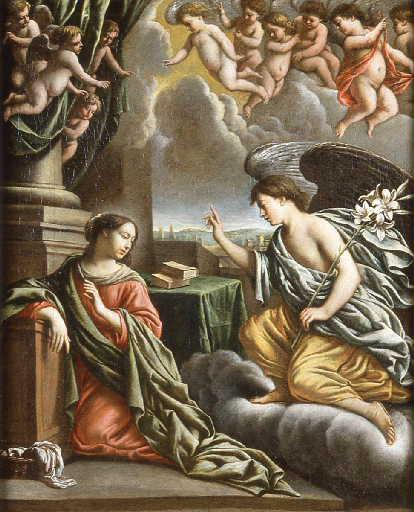
Attribué à Mathieu Le Nain, L'Annonciation (XVIIe siècle).
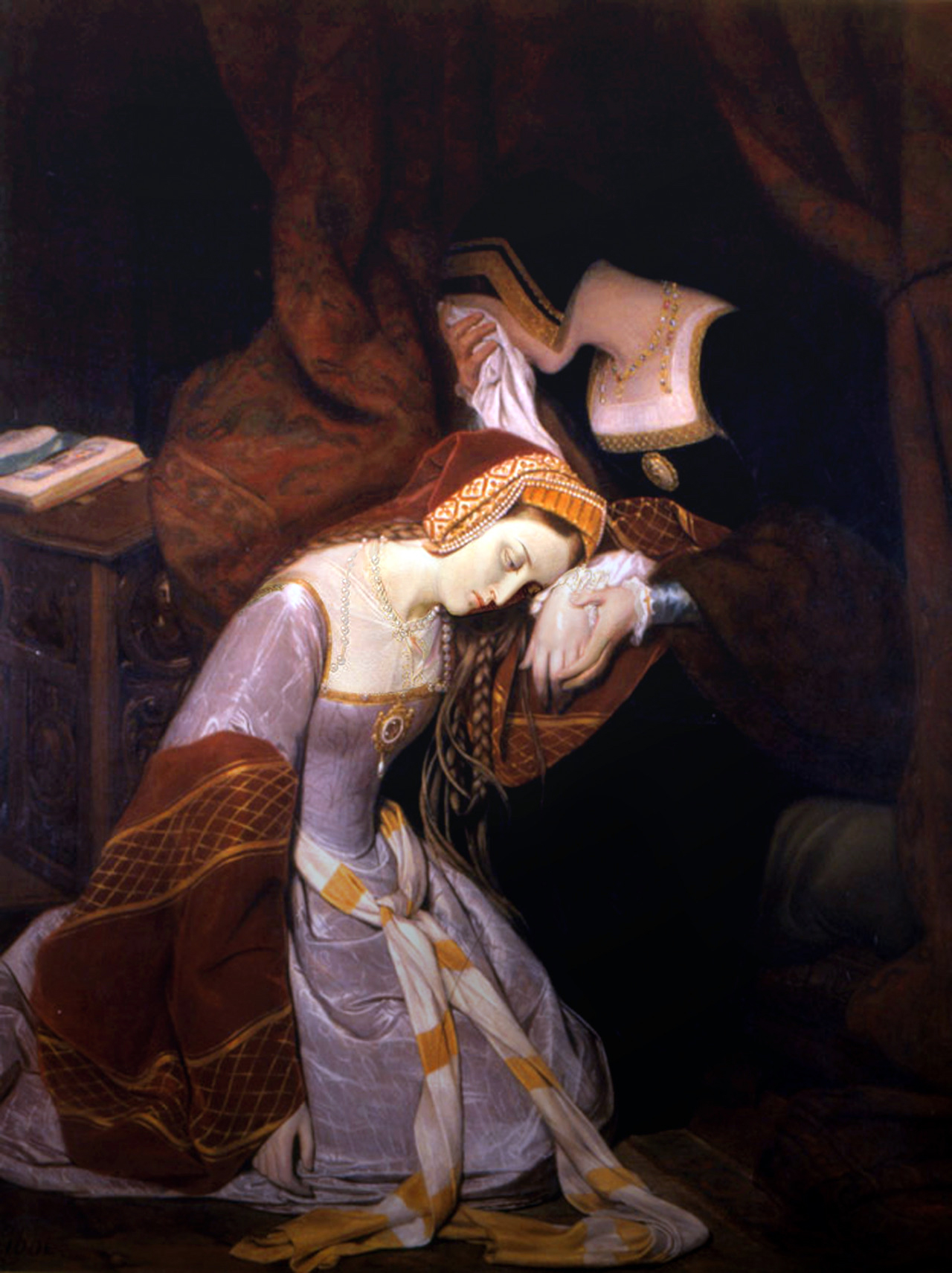
Édouard Cibot, Anne de Boleyn à la Tour de Londres, dans les premiers moments de son arrestation (1835).
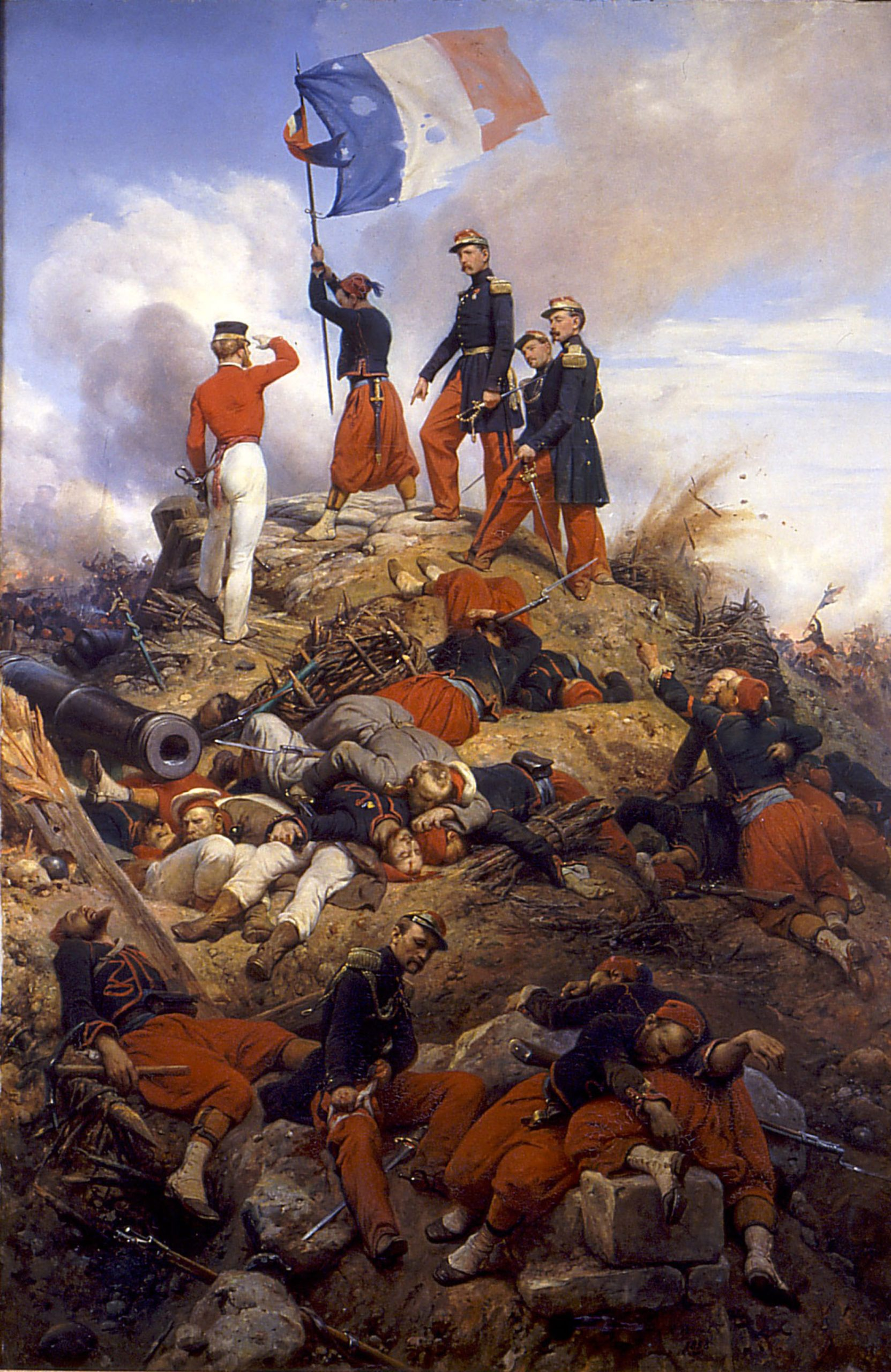
Horace Vernet, La Prise de la tour Malakoff (1858).

### Sculpture
- Groupe de deux gladiateurs, statuettes, bronze plaqué d'argent, époque gallo-romaine
- La Tentation d'Ève, linteau, première moitié du XIIe siècle, attribuée à Gislebert
- Le Tombeau de saint Lazare, 1150-1170, du moine Martin
- La Vierge d'Autun, milieu XVe siècle
- Buste de femme, XIXe siècle, de Jules Dalou[19]
- Portrait en marbre de Rhodia Bourdelle de Margaret Cossaceanu (1943).

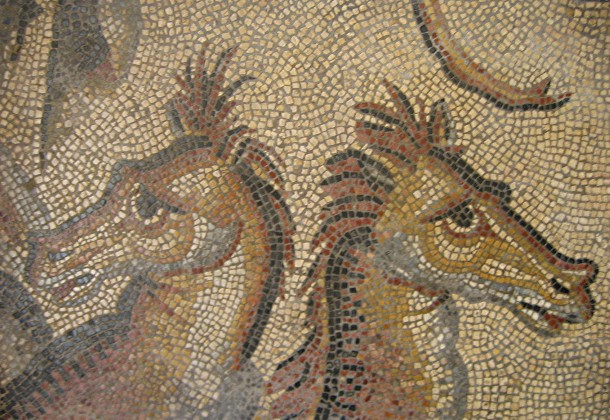
Détail d'un fragment de la Mosaïque du triomphe de Neptune, époque gallo-romaine.
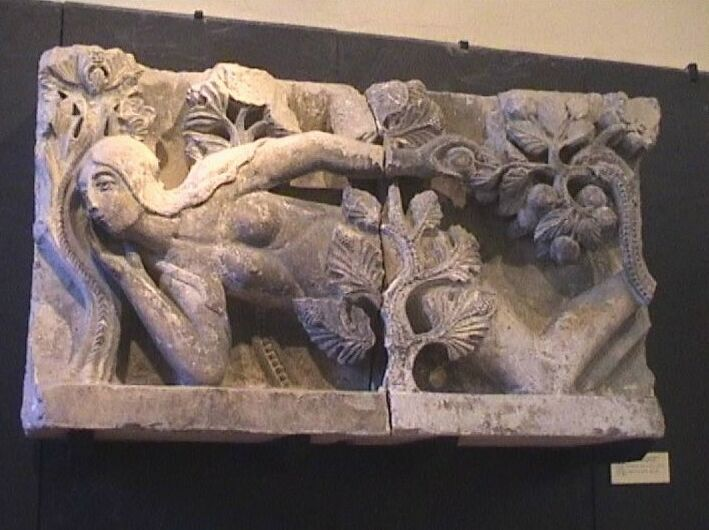
Attribué à Gislebert, La Tentation d'Ève (vers 1130).
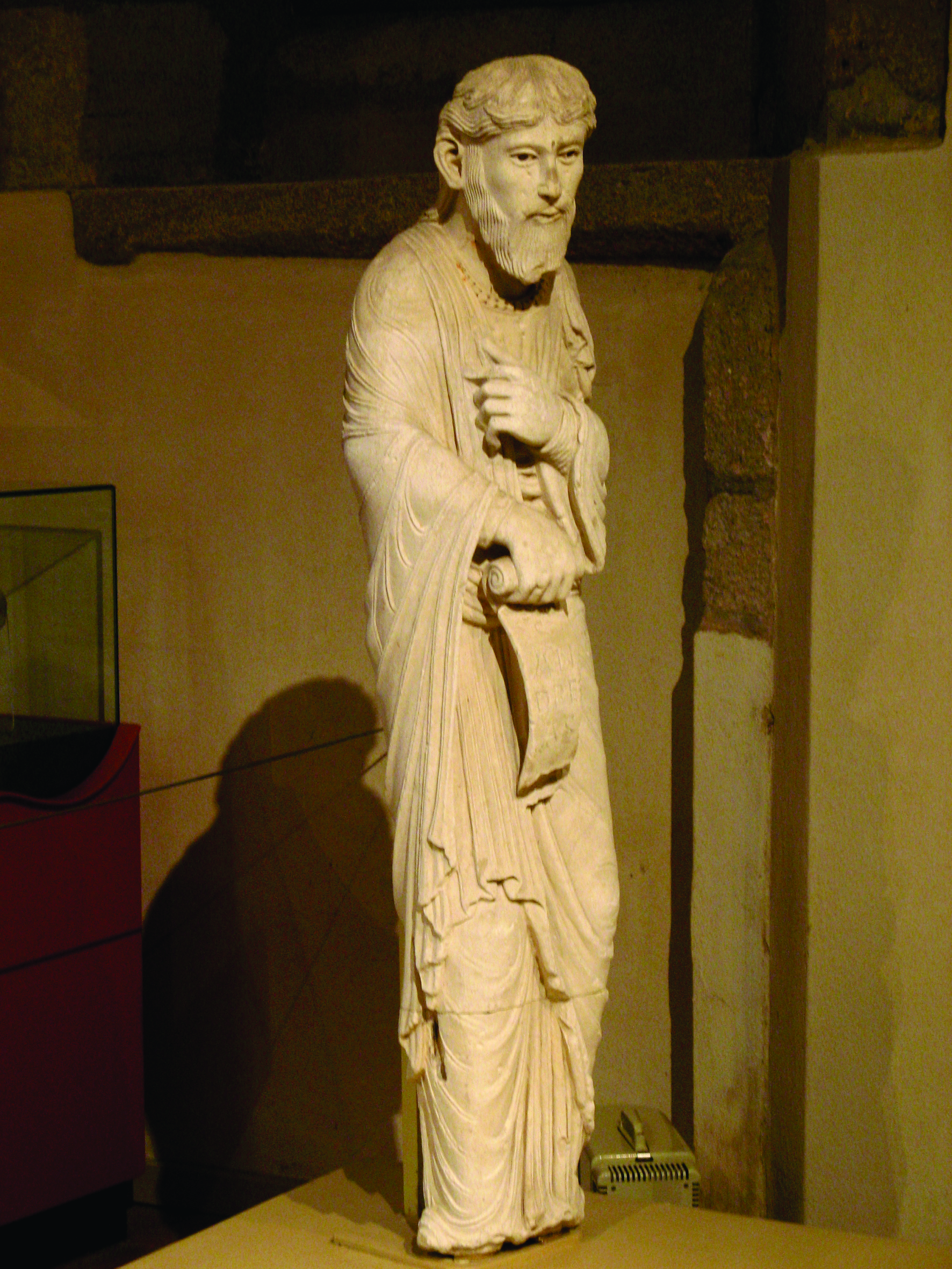
Le moine Martin, Saint André (XIIe siècle).
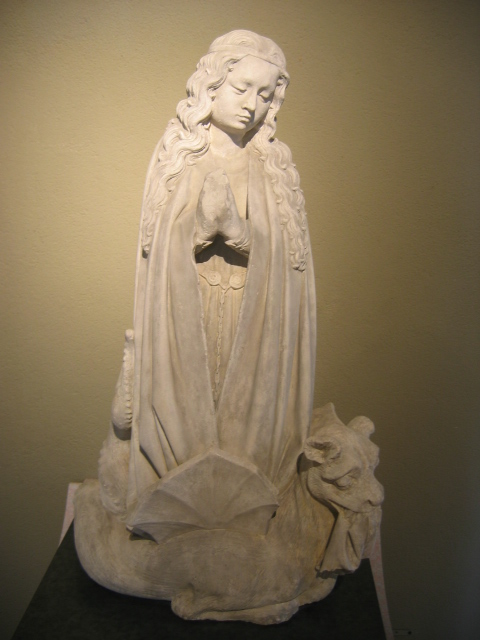
Anonyme, Sainte Marguerite (XVe siècle).

## Expositions temporaires
- 26 mars au 20 juin 2011, Balthus ou le temps du sablier, exposition d'une soixantaine de dessins, croquis, études et esquisses du peintre Balthus (1908-2001).
- 5 juillet au 31 décembre 2019 » FANTASTIQUES ! Figures du monstre de l'Antiquité à nos jours, exposition de multiples œuvres sur le monstre dans l'Art

## Projet du Grand Rolin
Les projets d'agrandissement devraient se terminer en 2024 pour la première tranche des travaux.